# Ultra Marin Raid Golfe du Morbihan
L'Ultra Marin Grand Raid est un évènement sportif organisé par l'association Ultra Marin Raid Golfe du Morbihan fin juin ou début juillet, autour du golfe du Morbihan, en Bretagne. Il s'agit d'un évènement sportif participatif de trail running organisé chaque année depuis 2005. 

## Parcours du grand raid
Son épreuve phare est un ultra-trail de 175 km partant et arrivant à Vannes et dont le parcours fait le tour du golfe du Morbihan en empruntant des chemins côtiers. Un transbordement est organisé entre Locmariaquer et Arzon. Le temps limite pour boucler le parcours est de 42 heures, toutes pauses comprises. Cette épreuve est caractérisée par un faible dénivelé.
Les parcours des épreuves de l'édition 2024 sont en ligne sur l'espace public.

## Historique
L'Ultra Marin Raid Golfe du Morbihan a été fondé par Bernard Landrein, président de l’association jusqu'en 2020. La première édition est organisée en juillet 2005 et depuis le nombre de participants ne cesse d’augmenter. Afin de ne pas dégrader les chemins, le nombre de participants est limité à 10 000. C'est Florence Tual qui est actuellement présidente.

## Catégorie de course
En plus du grand raid, d’autres courses sont organisées lors de cet évènement :  
- le raid de 100 km, au départ d'Arzon, limité à 1 300 participants et à boucler en 20 heures maximum ;
- le trail de 56 km, au départ de Sarzeau, limité à 1 400 participants et à boucler en 12 heures maximum ;
- la ronde des Douaniers de 34 km, au départ de Séné, limité à 1 500 participants et à boucler en 6 heures maximum ;
- la marche nordique de 29 km, au départ de Séné également, limité à 1 000 participants et à boucler en 6 heures maximum ;
- un relais existe en outre sur le parcours du grand raid ; des équipes de quatre coureurs doivent boucler le trajet en 41 heures maximum.

L'arrivée de toutes ces courses est située sur le port de Vannes.

## Palmarès du grand raid
| Édition | Date             | Hommes                                              | Hommes                                              | Hommes                                              | Femmes                                              | Femmes                                              | Femmes                                              |
| ------- | ---------------- | --------------------------------------------------- | --------------------------------------------------- | --------------------------------------------------- | --------------------------------------------------- | --------------------------------------------------- | --------------------------------------------------- |
|         |                  | Rang                                                | Athlète                                             | Temps                                               | Rang                                                | Athlète                                             | Temps                                               |
| 1re     | juillet 2005     | 1er                                                 | Patrice Kervevan                                    | 18 h 13 min 00 s                                    | 19e                                                 | Chantal Haton                                       | 23 h 10 min 00 s                                    |
| 2e      | juillet 2006     | 1er                                                 | Patrice Kervevan — 2e victoire                      | 21 h 13 min 57 s                                    | 42e                                                 | Elisabeth Marque                                    | 30 h 48 min 32 s                                    |
| 3e      | juin 2007        | 1er                                                 | Patrice Kervevan — 3e victoire                      | 19 h 10 min 27 s                                    | 21e                                                 | Géraldine Leroy                                     | 24 h 25 min 01 s                                    |
| 4e      | Juin 2008        | 1er                                                 | Albert Vallée                                       | 19 h 40 min 54 s                                    | 64e                                                 | Katell Corne                                        | 27 h 26 min 56 s                                    |
| 5e      | juin 2009        | 1er                                                 | Jean-Francois Harruis                               | 18 h 26 min 06 s                                    | 63e                                                 | Michèle Gély                                        | 28 h 01 min 34 s                                    |
| 6e      | juin 2010        | 1er                                                 | Christian Efflam                                    | 21 h 26 min 05 s                                    | 39e                                                 | Martine Brishoual                                   | 27 h 34 min 32 s                                    |
| 7e      | 24 juin 2011     | 1er                                                 | Christian Dilmi                                     | 19 h 08 min 37 s                                    | 44e                                                 | Katell Corne — 2e victoire                          | 21 h 22 min 00 s                                    |
| 8e      | juin 2012        | 1er                                                 | Christian Dilmi — 2e victoire                       | 18 h 13 min 59 s                                    | 26e                                                 | Chantal Tregou                                      | 24 h 44 min 47 s                                    |
| 9e      | juin 2013        | 1er                                                 | Christian Dilmi — 3e victoire                       | 18 h 06 min 07 s                                    | 14e                                                 | Stéphanie le Floch                                  | 21 h 24 min 31 s                                    |
| 10e     | juin 2014        | 1er                                                 | Vivien Laporte                                      | 16 h 26 min 48 s                                    | 25e                                                 | Sylvie Hascoët                                      | 21 h 06 min 41 s                                    |
| 11e     | juin 2015        | 1er                                                 | Yannick Roignant                                    | 17 h 32 min 04 s                                    | 31e                                                 | Isabel Molero                                       | 23 h 12 min 23 s                                    |
| 12e     | juin 2016        | 1er                                                 | David Hardy                                         | 16 h 59 min 39 s                                    | 9e                                                  | Szilvia Lubics                                      | 20 h 29 min 51 s                                    |
| 13e     | Juillet 2017     | 1er                                                 | Bertrand Collomb-Patton                             | 17 h 20 min 14 s                                    | 13e                                                 | Laurence Chevalier                                  | 21 h 03 min 09 s                                    |
| 14e     | 29 juin 2018     | 1er                                                 | Arnaud Hairie                                       | 18 h 45 min 17 s                                    | 10e                                                 | Stéphanie Gicquel                                   | 24 h 10 min 21 s                                    |
| 15e     | 28 juin 2019     | 1er                                                 | Philippe Chalmel                                    | 17 h 22 min 46 s                                    | 10e                                                 | Nathalie Mauclair                                   | 19 h 43 min 18 s                                    |
| -       | 27 juin 2020     | Course annulée en raison de la pandémie de Covid-19 | Course annulée en raison de la pandémie de Covid-19 | Course annulée en raison de la pandémie de Covid-19 | Course annulée en raison de la pandémie de Covid-19 | Course annulée en raison de la pandémie de Covid-19 | Course annulée en raison de la pandémie de Covid-19 |
| 16e     | 2 juillet 2021   | 1er                                                 | Pierre Legendre                                     | 16 h 17 min 49 s                                    | 9e                                                  | Hélène Léger                                        | 20 h 05 min 06 s                                    |
| 17e     | 1er juillet 2022 | 1er                                                 | Fabien Carpentier                                   | 15 h 43 min 27 s                                    | 22e                                                 | Christelle Bourreau                                 | 20 h 40 min 30 s                                    |
| 18e     | 30 juin 2023     | 1er                                                 | Vivien Laporte — 2e victoire                        | 15 h 44 min 55 s                                    | 9e                                                  | Stéphanie Gicquel — 2e victoire                     | 18 h 38 min 56 s                                    |
| 19e     | 28 juin 2024     | 1er                                                 | Freddy Prigent                                      | 14 h 23 min 45 s                                    | 11e                                                 | Stéphanie Gicquel — 3e victoire                     | 16 h 33 min 45 s                                    |
| 20e     | 27 juin 2025     | 1er                                                 | Gwenaël Helleux                                     | 14 h 59 min 19 s                                    | 10e                                                 | Stéphanie Gicquel — 4e victoire                     | 17 h 02 min 15 s                                    |

## Décès
Lors de l'édition 2014, un participant au grand raid est décédé d'un malaise cardiaque après deux heures de course.  